# Cratere van't Hoff
van't Hoff è un grande cratere lunare di 107,3 km situato nella parte nord-orientale della faccia nascosta della Luna.